# Thay đổi hành vi (sức khỏe cộng đồng)
Trong bối cảnh sức khỏe cộng đồng, thay đổi hành vi đề cập đến những nỗ lực nhằm thay đổi thói quen cá nhân của mọi người để dự phòng bệnh tật. Thay đổi hành vi sức khỏe cộng đồng còn gọi là truyền thông thay đổi hành vi xã hội. Ngày càng có nhiều những nỗ lực tập trung vào việc ngăn ngừa bệnh tật nhằm tiết kiệm chi phí chăm sóc sức khỏe. Điều này đặc biệt quan trọng ở các nước thu nhập thấp và trung bình, nơi các biện pháp can thiệp sức khỏe đã được xem xét kỹ lưỡng về mặt chi phí.

## Bối cảnh
Khái niệm 3-4-50  nêu ra rằng có 3 hành vi (chế độ ăn uống nghèo nàn, ít hoặc không hoạt động thể chất và hút thuốc lá), dẫn đến bốn căn bệnh (bệnh tim/đột quỵ, tiểu đường, ung thư và bệnh phổi), chiếm 50% số ca tử vong trên toàn thế giới. Đó là lý do tại sao cần phải nhấn mạnh rất nhiều vào các can thiệp sức khỏe cộng đồng để thay đổi hành vi hoặc các can thiệp sớm nhằm giảm đi những ảnh hưởng tiêu cực từ các hành vi này đến sức khỏe. Với các can thiệp sức khỏe thành công, có khả năng làm giảm chi phí chăm sóc sức khỏe xuống rất nhiều, cũng như chi phí chung cho xã hội (tỷ lệ mắc bệnh và tử vong). Một can thiệp sức khỏe cộng đồng tốt không chỉ được xác định bởi kết quả tạo ra, mà còn cả mức độ đạt được trên mô hình xã hội học  (từng cá nhân, giữa các cá nhân, và cộng đồng). Thách thức mà các can thiệp sức khỏe cộng đồng phải đối mặt là độ bao phủ: can thiệp sức khỏe có thể hoạt động trong cộng đồng này nhưng có thể không hoạt động ở những cộng đồng khác.
Tình trạng sức khỏe và nhiễm trùng có liên quan đến các hành vi có nguy cơ. Sử dụng thuốc lá, nghiện rượu, nhiều bạn tình, sử dụng chất gây nghiện, lái xe liều lĩnh, béo phì hoặc quan hệ tình dục không được bảo vệ là một số ví dụ. Về nguyên tắc, con người có quyền kiểm soát hành vi của họ. Sửa đổi hành vi có thể góp phần vào sự thành công của hành vi tự kiểm soát và tăng cường sức khỏe. Các hành vi có nguy cơ có thể thay đổi bằng việc tập thể dục, kiểm soát cân nặng, dinh dưỡng phòng ngừa, vệ sinh răng miệng, sử dụng bao cao su hoặc ngăn ngừa tai nạn. Thay đổi hành vi sức khỏe đề cập đến các quá trình dựa trên động lực, ý chí và hành động để từ bỏ các hành vi gây tổn hại cho sức khỏe, áp dụng và duy trì các hành vi nâng cao sức khỏe. Nghiện có liên quan đến hành vi có nguy cơ có thể liên quan một phần do di truyền.